# Інге Ейдерстедт
Інге Ейдерстедт (швед. Inge Ejderstedt, нар. 24 грудня 1946, Ленховда) — шведський футболіст, що грав на позиції півзахисника.
Виступав за клуби «Естерс» та «Андерлехт», а також національну збірну Швеції, у складі якої був учасником двох чемпіонатів світу.

## Клубна кар'єра
У дорослому футболі дебютував 1967 року виступами за команду «Естерс», в якій провів три з половиною сезони і 1968 року став з командою чемпіоном Швеції.
1970 року Ейдерстедт вирішив розпочати професіональну кар'єру футболіста, якої ще не існувало у Швеції, і підписав угоду з бельгійським «Андерлехтом». У новій команді швед відразу став основним гравцем і у сезоні 1971/72 допоміг команді виграти «золотий дубль», а наступного Кубок Бельгії. Втім на початку сезону 1973/74 Ейдерстедт з приходом нового тренера Урбена Бремса втратив місце в основі і зіграв лише три гри в чемпіонаті.
В результаті 1974 року Ейдерстедт повернувся до «Естерса», за який відіграв ще три сезони. Завершив кар'єру футболіста виступами за команду «Естерс» по завершенні сезону 1976 року. Загалом він провів 114 матчів у Аллсвенскан і забив 39 голів.

## Виступи за збірну
19 лютого 1968 року дебютував в офіційних іграах у складі національної збірної Швеції в товариському матчі проти Ізраїлю (3:0), в якому відзначився хет-триком.
У складі збірної був учасником чемпіонату світу 1970 року у Мексиці та чемпіонату світу 1974 року у ФРН. Втім на обох турнірах Ейдерстедт був запасним гравцем, зігравши на першому з них один матч проти Італії (0:2), а на другому два — з Нідерландами (0:0) та ФРН (2:4).
Загалом протягом кар'єри у національній команді, яка тривала 7 років, провів у її формі 23 матчі, забивши 8 голів   .

## Титули і досягнення
- Чемпіон Швеції (1):

«Естерс»: 1968
- Чемпіон Бельгії (2):

«Андерлехт»: 1971–72, 1973–74
- Володар Кубка Бельгії (2):

«Андерлехт»: 1971–72, 1972–73
- Володар Кубка бельгійської ліги (2):

«Андерлехт»: 1973, 1974